# صلاة
الصلاة في الأديان هي حلقة الوصل بين الإنسان وربه، إذ تخاطب الإنسان أو توجهه لربه عن طريقها. عرفت الصلاة منذ فجر التاريخ، إذ تختلف الصلاة في طريقتها وعدد مراتها وأسبابها وأحكامها بين ديانة وأخرى.

## الصلاة في اليهودية
«تفيلاه» بالعبرية، وكانت تعني في أصلها «الإرهاق» أو «تعذيب الذات وإظهار الخضوع». والصلاة أهم الشعائر التي تُقام في المعبد اليهودي. ويذكر سفر التكوين جملة صلوات متفرقة وعبادات، كما يذكر الضحايا والقرابين التي يجب أن يقدمها اليهودي للإله. ولم تكن الصلوات في بادئ الأمر محدَّدة ولا إجبارية، بل كانت تُتلى ارتجالاً حسب الأحوال والاحتياجات الشخصية والعامة. وثمة إشارة إلى بعض المظاهر المقدَّسة مثل وضع بعض الأحجار على هيئة مذبح قبل التضرع للإله. ومع التهجير إلى بابل، بطلت الضحايا والقرابين وظهرت العبادات بالصلوات. وقد بدأ علماء المجمع الأكبر في وضع قوانينها وفي تقنينها ابتداءً من القرن الخامس قبل الميلاد. ولم تكتمل هذه العملية إلا بعد هدم الهيكل وانتهاء العبادة القربانية المركزية التي كانت تأخذ شكل تقديم الحيوانات والنباتات، وحلت محلها الصلاة التي كان يُطلَق عليها «قربان الشفتين» أو «عبادة القلب». واستغرقت هذه العملية، كما تقدَّم، وقتاً طويلاً. وعلى أية حال، فإنها لم تستقر تماماً، إذ كان يضاف إلى الصلوات قصائد البيُّوط التي يؤلفها الشعراء الدينيون. ثم أُدخلت تعديلات جذرية على الصلوات ابتداءً من أواخر القرن الثامن عشر.

## الصلاة في المسيحية
المقالة الرئيسية صلاة (مسيحية)

عائلة مسيحية تصلّي صلاة الشكر.

في المسيحية، قام المسيح بتعليم تلاميذه الصلاة الربيّة (أبانا) المعتمدة من كل الكنائس المسيحية كما ويوجد العديد من كتب الصلاة والصلوات المعتمدة في بعض الكنائس وليس الأخرى مثل صلاة السلام عليك يا مريم التي تصليها الكنيسة الكاثوليكية ولا تصليها باقي الكنائس. فهناك صلوات خاصة بكل كنيسة. فيشكل هذا الاختلاف باقة صلاة ترفع وتقرب إلى الله.
كما كان المسيح يصلي مع التلاميذ ويصلي منفردا على الجبل، كذلك في الحياة المسيحيّة هناك صلاة جماعيّة وصلاة فرديّة.
في المسيحية، الصلاة هي عملية تقرب إلى الله، ويجب على المرء الصلاة قبل وبعد الطعام والنوم والسفر وإلى آخره من الفعاليات حتى ولو كانت صغيرة.ّ

## الصلاة في الجاهلية
﴿وَمَا كَانَ صَلَاتُهُمْ عِنْدَ الْبَيْتِ إِلَّا مُكَاءً وَتَصْدِيَةً فَذُوقُوا الْعَذَابَ بِمَا كُنْتُمْ تَكْفُرُونَ ۝٣٥﴾ [الأنفال:35]
هذه صلاة أهل الجاهلية كفار قريش ومن كان معهم عند البيت المكاء والتصدية، المكاء الصفير، والتصدية الصفيق، فكان من عادتهم التصفيق بالأيدي والصفير فنهي المسلمون عن مثل عملهم، فلا يجوز لمسلم أن يتعاطى الصفير والتصفيق في عباداته ولا عند المسجد الحرام ولا في أعماله الأخرى.

## الصلاة في الإسلام

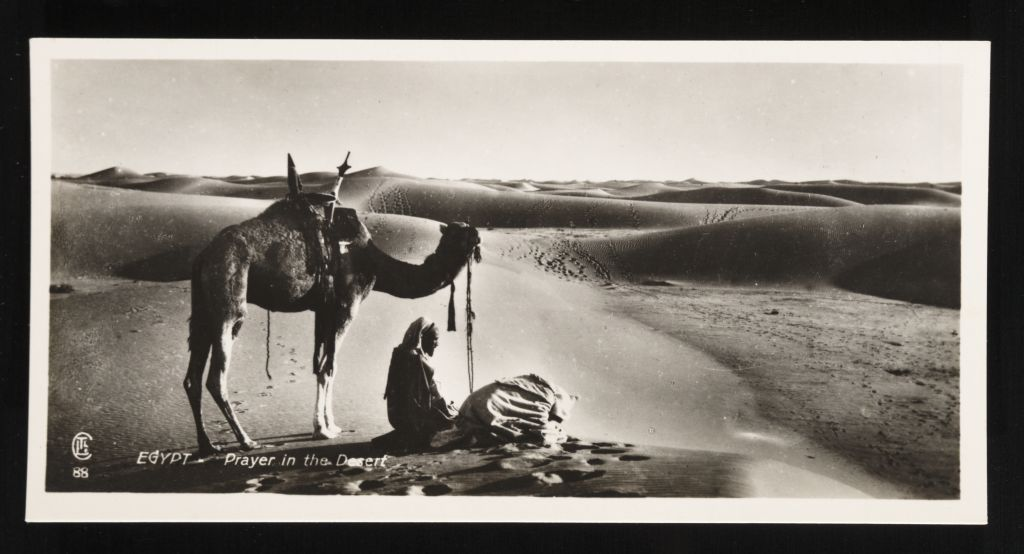
مصلي في صحراء مصر

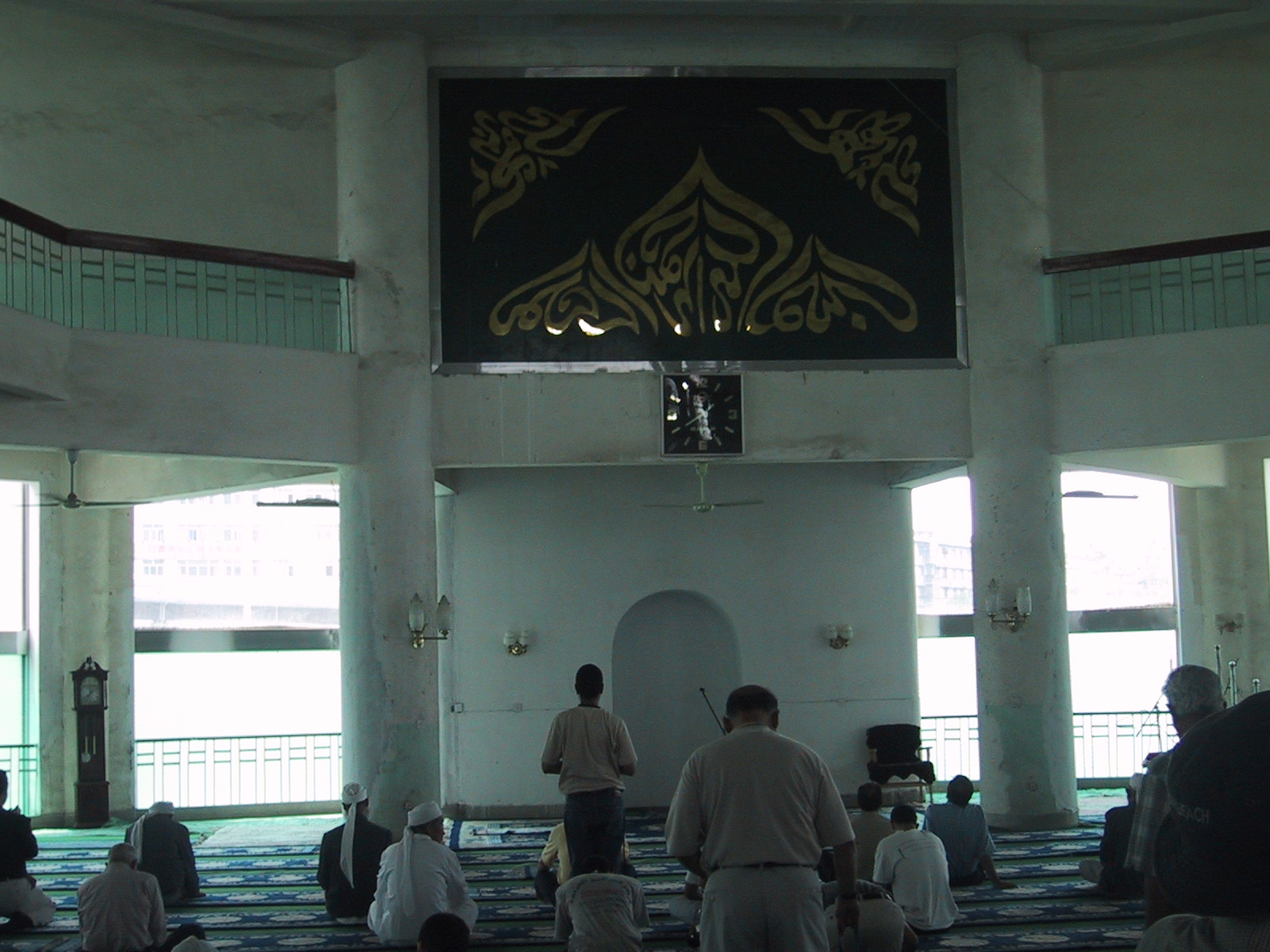
مصلون في أحد مساجد لانتشو الصين

أعطى الإسلام الصلاة منزلة كبيرة فهى أول ما أوجبه الله من العبادات، كما أنها أول عبادة يحاسب عليها المسلم يوم القيامة وقد فرضت ليلة المعراج <قال أنس بن مالك فرضت الصلاة على النبي ليلة أسرى به خمسين صلاة، ثم نقصت حتى جعلت خمساً، ثم نودي يا محمد إنه لا يبدل القول لدي، وإن لك بهذه الخمس خمسين ، وقال عبد الله بن قرط منقولاً قال محمد ﷺ : أول ما يحاسب عليه العبد يوم القيامة الصلاة فإن صلحت صلح سائر عمله، وإن فسدت فسد سائر عمله ، وعَنْ حُرَيْثِ بْنِ قَبِيصَةَ قَالَ: قَدِمْتُ الْمَدِينَةَ فَقُلْتُ: اللَّهُمَّ يَسِّرْ لِي جَلِيسًا صَالِحًا قَالَ: فَجَلَسْتُ إِلَى أَبِي هُرَيْرَةَ فَقُلْتُ: إِنِّي سَأَلْتُ اللَّهَ أَنْ يَرْزُقَنِي جَلِيسًا صَالِحًا فَحَدِّثْنِي بِحَدِيثٍ سَمِعْتَهُ مِنْ رَسُولِ اللَّهِ ﷺ لَعَلَّ اللَّهَ أَنْ يَنْفَعَنِي بِهِ فَقَالَ: سَمِعْتُ رَسُولَ اللَّهِ ﷺ يَقُولُ: إِنَّ أَوَّلَ مَا يُحَاسَبُ بِهِ الْعَبْدُ يَوْمَ الْقِيَامَةِ مِنْ عَمَلِهِ صَلَاتُهُ فَإِنْ صَلُحَتْ فَقَدْ أَفْلَحَ وَأَنْجَحَ وَإِنْ فَسَدَتْ فَقَدْ خَابَ وَخَسِرَ فَإِنْ انْتَقَصَ مِنْ فَرِيضَتِهِ شَيْءٌ قَالَ: الرَّبُّ عَزَّ وَجَلَّ انْظُرُوا هَلْ لِعَبْدِي مِنْ تَطَوُّعٍ فَيُكَمَّلَ بِهَا مَا انْتَقَصَ مِنْ الْفَرِيضَةِ ثُمَّ يَكُونُ سَائِرُ عَمَلِهِ عَلَى ذَلِكَ. وقد ذكرت الصلاة في القرآن في أكثر من موضع منها ما جاء في سورة المؤمنون ﴿قَدْ أَفْلَحَ الْمُؤْمِنُونَ ۝١ الَّذِينَ هُمْ فِي صَلَاتِهِمْ خَاشِعُونَ ۝٢﴾ [المؤمنون:1–2] وأيضاً في قول الجليل سبحانه في سورة الكوثر الآية رقم الثانية ﴿فَصَلِّ لِرَبِّكَ وَانْحَرْ ۝٢﴾ [الكوثر:2] وأيضاً قوله سبحانه وتعالى في سورة الأعلى ﴿وَذَكَرَ اسْمَ رَبِّهِ فَصَلَّى ۝١٥﴾ [الأعلى:15] وأيضاً قوله تعالى في سورة طه الآية 14 ﴿إِنَّنِي أَنَا اللَّهُ لَا إِلَهَ إِلَّا أَنَا فَاعْبُدْنِي وَأَقِمِ الصَّلَاةَ لِذِكْرِي ۝١٤﴾ [طه:14].
عدد الصلوات اليومية في الإسلام هي خمسة (5): صلاة الصبح - صلاة الظهر - صلاة العصر - صلاة المغرب - صلاة العشاء (بكسر العين).

## الصلاة في الهندوسية
يُعتبر الاستحمام، وارتداء الثياب النظيفة ذات اللون الأصفر أو الأبيض، هذا مع غسل الأيدي والأفواه بالماء المعطّر، ويؤدي كلّ من الرّجل والمرأة الصلاة بهيئة مختلفة عن الآخر، فالرّجل يجلس متربعاً والمرأة تجثو على ركبتيها، أمّا أداء الصلاة فيكون أداؤها كما يلي: «ليس في الهندوسية صلاة جامعة، ولا صلاة جماعة، فالصلاة كلّها فردية» كما ذكر الشلبي، في كتابه أديان الهند الكبرى.
أمّا من ناحية الوقت، فقد جاء في منوسمرتي، أنهم يقيمونها في اليوم مرتين: صباحاً ومساءً، فصلاة الصباح عليه أن يؤديها وهو واقف على قدميه من انبلاج الفجر حتّى مطلع الشمس، ويقرأها في صلاة المساء، وهو جالس، إلى ظهور النجوم، فصلاة الصباح بهذه الطريقة تُذهب كلّ ذنوب الليل، وصلاة المساء تُذهب كلّ ذنوب النهار على حسب اعتقادهم.
وقد تشدّد الهندوس في أمر الصلاة، وقد نصت منوسمرتي على طرد من لـم يؤدّها ويصبح من المنبوذين (الشودار) أو يُحرم من حقوق المولودين ثانية، أي من انتقلت إليهم روح كانت لها حياة سابقة.
ولشدّة ولع الهنود بالتنسك والاعتزال في الغابات وعلى ضفاف الأنهار، رؤوا أنَّه «لا بأس بأن يقوم المرء بالعبادات حتّى ولو بقراءة كايتري وحدها، وذلك بالقرب من نهر أو غابة، وهو مطمئن البال، مستجمع الفكر».
ويستخدم الهندوس عند طقوسهم برفقة الكاهن، إضافة إلى الماء في الطهارة، النّار التي يوقدون بها البخور ومع ذلك الأزهار، والصلاة التي تؤدّى في المعابد تؤدّى، كما يذكر شلبي، على الشكل التالي:
«يتلو الكاهن تعاويذه التقليدية، وبعدها يركع الشخص تحت قدمي الصنم متضرعاً خاشعا... يتلو الكاهن الأدعية التقليدية... كلّ طبقة لها وضع خاص في الأدعية التي يتلوها الكاهن... في الختام يتلو الكاهن دعاءً مخصوصاً... يصلّي الشخص ثُمَّ يُرشُّ الماء ثُمَّ يخرج».

## الصلاة في المندائية
الصلاة وهي إحدى أركان الديانة المندائية الموحدة وهناك أنواع من الصلوات منها الفردية والجماعية التي تقام بأيام الأحد وفي الأعياد والمناسبات الدينية الأخرى. وتقسم الصلاة إلى قسمين، قسم الرشاما أي الوضوء أي الارتماس بالماء الجاري وقسم البرخانا أي الصلاة.